# جورج لويس (صحفي)
جورج لويس (بالإنجليزية: George Lewis)‏ هو مراسل عسكري وصحفي أمريكي، ولد في 1943.